# Fakty o świecie
Fakty o świecie (w latach 2015–2018 Fakty z zagranicy) – program informacyjny emitowany na antenie stacji TVN24 BiS od 1 czerwca 2015 roku, emitowany jest także w TVN24 w ramach wydań specjalnych oraz w sezonie wakacyjnym zamiast programu „Czarno na białym” (od 2022). 
Jest również dostępny w serwisie streamingowym Grupy TVN Warner Bros. Discovery – TVN24+ (dawniej w TVN24 GO).

## Historia programu
Wydanie premierowe zostało nadane 1 czerwca 2015 o godzinie 20:00. Początkowo program trwał ok. 25 minut.
Od 11 kwietnia 2016 w związku z usunięciem magazynu „Świat” program trwał niecałą godzinę.
14 maja 2018 roku zmieniono nazwę programu na „Fakty o świecie”.
Od 2 grudnia 2019 jest emitowane również dodatkowe wydanie o 18:30.
W dniach 24 lutego 2022–4 kwietnia 2022 roku w związku z inwazją Rosji na Ukrainę, w TVN24 BiS i TVN24 były emitowane wydania specjalne tego programu.

## Prowadzący
- Monika Tomasik
- Michał Sznajder
- Jan Niedziałek
- Jolanta Pieńkowska
- Cezary Królak
- Paula Praszkiewicz
- Katarzyna Sławińska[8]